# 루스벨트섬 (뉴욕)

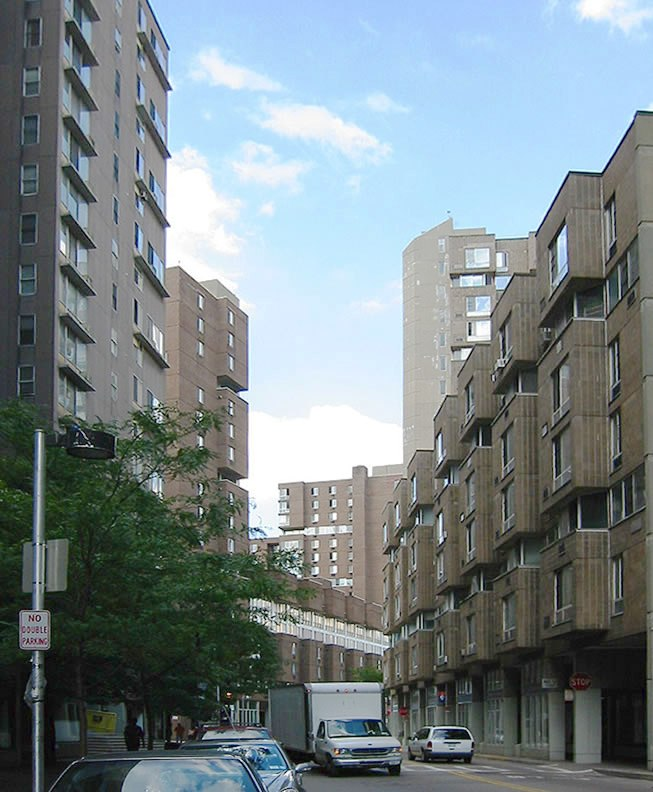
루스벨트 섬

루스벨트 섬(Roosevelt Island)은 뉴욕의 섬으로, 인구는 9,520명이다.

## 교육
- 뉴욕 교육국
  - P.S. 217/I.S. 217 Roosevelt Island School